# Eridacnis
Genre
Eridacnis est un genre de requins.

## Liste des espèces
- Eridacnis barbouri (Bigelow et Schroeder, 1944) — Requin-chat de Cuba
- Eridacnis radcliffei Smith, 1913 — Requin-chat pygmée
- Eridacnis sinuans (Smith, 1957) — Requin-chat à rubans